# Luciliocline
Luciliocline là một chi thực vật có hoa trong họ Cúc (Asteraceae).

## Loài
Chi Luciliocline gồm các loài: